# Ондскот (кантон)
Ондско́т (западнофлам. и фр. Hondschoote) — упраздненный кантон во Франции, регион Нор — Па-де-Кале, департамент Нор. Входил в состав округа Дюнкерк.
В состав кантона входили коммуны (население по данным Национального института статистики Архивная копия от 14 марта 2014 на Wayback Machine за 2011 г.):
- Бамбек (739 чел.)
- Варем (2 061 чел.)
- Гивельд (3 239 чел.)
- Киллем (980 чел.)
- Ле-Моэр (862 чел.)
- Ондскот (4 091 чел.)
- Ост-Каппель (522 чел.)
- Рекспоэд (1 930 чел.)

## Экономика
Структура занятости населения:
- сельское хозяйство — 12,7 %
- промышленность — 10,2 %
- строительство — 7,1 %
- торговля, транспорт и сфера услуг — 27,5 %
- государственные и муниципальные службы — 42,5 %

Уровень безработицы (2010) - 10,5 % (Франция в целом - 12,1 %, департамент Нор - 15,5 %).

## Политика
На президентских выборах 2012 г. жители кантона отдали в 1-м туре Николя Саркози 27,3 % голосов против 25,9 % у Франсуа Олланда и 25,1 % у Марин Ле Пен, во 2-м туре в кантоне победил Саркози, получивший 52,7 % голосов (2007 г. 1 тур: Саркози - 29,4 %, Сеголен Руаяль - 23,4 %; 2 тур: Саркози - 54,7 %). На выборах в Национальное собрание в 2012 г. по 14-му избирательному округу департамента Нор жители кантона поддержали своего представителя в Генеральном совете департамента, кандидата Социалистической партии Жана Шепмана, получившего 44,8 % голосов в 1-м туре и 52,1 % - во 2-м туре. (2007 г. Жан-Пьер Декуль (СНД): 1-й тур - 53,5 %). На региональных выборах 2010 года в 1-м туре победил список социалистов, собравший 28,5 % голосов против 23,9 % у занявшего второе место списка «правых» во главе с СНД. Во 2-м туре единый «левый список» с участием социалистов, коммунистов и «зелёных» во главе с Президентом регионального совета Нор-Па-де-Кале Даниэлем Першероном получил 43,5 % голосов, «правый» список во главе с сенатором Валери Летар занял второе место с 32,1 %, а Национальный фронт Марин Ле Пен с 24,4 % финишировал третьим.
|  | Кандидат   | Партия                  | % голосов |
|  | ---------- | ----------------------- | --------- |
|  | Жан Шепман | Социалистическая партия | 93,32     |
|  | Жерар Кади | Коммунистическая партия | 6,68      |